# John Jean

John Jean Live

John en SMstudios CDMX

John Jean (n. 2 de enero de 1998 en Normandía (Francia)) es un guitarrista, compositor, y productor que ha tenido oportunidad de participar con músicos de renombre como Eric Martin (Mr.Big), Stevie Rachelle (Tuff), etc. Después de iniciar su carrera como guitarrista líder para sus proyectos de solista, John grabó su primer disco como integrante y fundador de Scattered Ashes (2014 - 2018). Comenzó su carrera como solista en 2012, y su carrera con Scattered Ashes en 2014. Actualmente es el lead guitar en Chiliocosm.

## Biografía
Durante su adolescencia, John se interesó en grandes del rock como Jimmy Page, Yngwie Malmsteen, Steve Vai y Jimi Hendrix que fomentó su interés en aprender guitarra. Antes de ingresar en la Fermatta Music Academy, John tomó lecciones con diversos guitarristas y tocó en ensambles tratando de encontrar su sonido. Durante este tiempo adquiere la influencia de guitarristas como Allan Holdsworth, Steve vai, Richie kotzen, Yngwie Malmsteen, etc.

## Carrera
John encuentra una adoración por el instrumento que luego iba a ser su profesión: la guitarra. Esto hace que empiece a tomar clases, con su padre Alonso Herández. Es aquí donde empieza la carrera de John como guitarrista.
John Jean conquistó el reconocimiento general trabajando duro junto con Scattered Ashes. Al principio John solo lo tomaba como un reto. Cumplidos sus dieciocho años, grabó su primer disco en el SoundMob Studios con Scattered Ashes y la participación de Stevie Rachelle (Tuff) y Sergio Aguilar (Agora)como productor. Cuenta una anécdota que John se encontraba en el backstage de Avantasia en el año 2016 y le dijo a Eric Martin (cantante de Mr. Big) : "Yo no sé si exista un mejor trabajo que este“, a lo que Eric respondió: “Es un sueño, pero esto no es un juego, es un trabajo duro y tienen mucho que aprender en el viaje y de la gente que te rodea".

Backstage Avantasia CDMX 2016

Scattered Ashes & Eric Martin

A principios del año 2015, la banda Scattered Ashes se reunió con su primera formación para poder trabajar en el primer disco. Poco tiempo después, John saca junto con Scattered Ashes su primer demo videoclip "Once Upon a Time" pero finalmente el tema cambió junto con el trabajo de la banda y sus productores así que este paso al baúl de los recuerdos.
Posteriormente puso en espera su trabajo como solista para poder tocar en lugares más grandes con Scattered Ashes y el mítico cantante Stevie Rachelle participa en el sencillo Bitches, Whisky & Rock N'Roll obteniendo la atención mundial con su primer sencillo.
John también fue el productor de su propio programa de rock en internet, el cual llevaba como nombre *A PURO ROCK* en la Ciudad de México junto con la empresa Promo Estéreo. 
Hoy en día, John es uno de los músicos con gran reconocimiento en distintas partes del mundo, tuvo logros importantes con Scattered Ashes. Además de que es Touring & Session musician (Lead guitar /founder of Scattered Ashes) & (lead guitar of Chiliocosm) así como Film Score composer.

## Estilo musical

First Album Scattered Ashes

Aunque John grabó con Scattered Ashes el género sleaze/Hard Rock y en otros materiales toca Heavy Rock, su propio material es algo más progresivo. El estilo de John se ha caracterizado debido a su profundo amor por el rock progresivo europeo, así como su facilidad y técnica con el instrumento.

## Equipo
Al mismo tiempo se le considera como un excelente productor en diversos géneros musicales. En sus grabaciones combina el poder de sus guitarras, una de sus main es una Ibanez Prestige 1550m customize.
En cuanto a la guitarra que uso para la grabación del primer álbum de Scattered Ashes: el diseño de su serie El RG1550M es un cuerpo sólido Prestige modelo de guitarra eléctrica de la serie RG de Ibanez introducido en 2009. Es el sucesor del modelo RG1550 2003-2004 y es el primer modelo en cinco años que es un descendiente directo de la RG RG550 , El RG1550M cuenta con un cuerpo de tilo, pastillas Seymour Duncan de golpeador montado, el puente de trémolo Edge Pro y un diapasón de arce. Fue introducido en el Winter NAMM 2009 y se añade a la alineación en Japón a finales de ese año.
En 2010, el RG1550M fue sustituido por el RG1550MZ con el trémolo Edge Zero. El RG1550M también estaba disponible para zurdos como el RG1550ML. Los acabados de PBL y PPN también se utilizaron para la RG1520A edición limitada.Tiene tres pastillas: una humbucker en el puente, una single coil en medio y otra humbucker en mástil. Todas son diferentes modelos (Distortion, YJM, JAZZ) de la marca Seymour Duncan. También usa el sistema denominado "Ibanez's Edge Zero tremolo system". John también equipa muchas de sus guitarras con un toque de Ibanez. Aparte de usar Ibanez John ha probado con B.C.Rich,Jackson,Fender,Gibson,Yamaha,Takamine,epiphone,PRS y Ear Guitars la cual es una marca 100%Mexicana con la cual pudo hacer un modelo Custom Shop.
John Jean también trabajó con Amplificadores como ENGL Y Roland. Por el momento hace uso de amplificadores Roland para ser más exactos el modelo Jazz Chorus 120 al igual que la marca Line6 (HELIX) y Kemper Amp.
DATO:La Ibanez prestige que uso en el primer álbum de Scattered Ashes está firmada por Allan Holdsworth, Chad Wackermany Ernest Tibbs. 
- Datos: Q27961250